# 実咲凜音
実咲 凜音（みさき りおん、1989年7月5日 - ）は、日本の女優。元宝塚歌劇団宙組トップ娘役。
兵庫県神戸市、県立須磨友が丘高等学校出身。身長163cm。血液型A型。愛称は「みりおん」。
所属事務所はホリプロ・ブッキング・エージェンシー。

## 来歴
2007年、宝塚音楽学校入学。
2009年、宝塚歌劇団に95期生として入団。入団時の成績は4番。宙組公演「薔薇に降る雨／Amour それは…」で初舞台。その後、花組に配属。
端正な美貌と歌える強みから有望な娘役として期待され、2010年、真飛聖・蘭乃はなトップコンビ大劇場お披露目となる「麗しのサブリナ」で、新人公演初ヒロイン。入団2年目での抜擢となった。続く「CODE HERO」（バウホール・日本青年館公演）で、バウホール・東上公演初ヒロイン。後にコンビを組むこととなる朝夏まなとの相手役を務める。
2011年の「ファントム」で2度目の新人公演ヒロイン。オペラ歌手志望の少女クリスティーヌを演じ、高い評価を受ける。続く「カナリア」（ドラマシティ・日本青年館公演）で、2度目の東上公演ヒロイン。
2012年の「復活」で3度目の新人公演ヒロイン。続く「近松・恋の道行」（バウホール・日本青年館公演）で、3度目の東上公演ヒロイン。同年に宙組へと組替えし、宙組トップ娘役に就任。凰稀かなめの相手役として、「銀河英雄伝説@TAKARAZUKA」でトップコンビ大劇場お披露目。
2015年に凰稀が退団後は朝夏まなとを2人目の相手役に迎え、「王家に捧ぐ歌」で新トップコンビ大劇場お披露目。
2017年4月30日、「王妃の館／VIVA! FESTA!」東京公演千秋楽をもって、宝塚歌劇団を退団。
退団後はホリプロ・ブッキング・エージェンシー所属となり、舞台を中心に活動を続けている。
2023年に俳優の廣瀬友祐と結婚したことを発表。

## 人物
6歳上の兄と2歳下の弟がいる。
3歳からクラシックバレエを習い始め、他にも習字やスイミングなど毎日習い事に通っていた。
小学生の時、母の勧めでミュージカルのオーディションを受け、地元の劇団に入団し2年間通った。
中学3年の時、進路について調べていて宝塚に興味を持ち、花組公演「マラケシュ・紅の墓標／エンター・ザ・レビュー」で、宝塚初観劇する。
高校へ進学後、充実した学生生活を送り、球場での飲み物の売り子のアルバイトなども経験した。
ある日ふと宝塚受験を思い立ち挑戦するも、不合格となる。
宝塚受験のための教室に通って再挑戦し、2度目の受験で合格した。

## 宝塚歌劇団時代の主な舞台

### 初舞台
- 2009年4 - 5月、宙組『薔薇に降る雨』『Amour それは…』（宝塚大劇場のみ）

### 花組時代
- 2009年9 - 11月、『外伝 ベルサイユのばら-アンドレ編-』 - 新人公演：イザベラ（本役：白華れみ）『EXCITER!!』[4][2]
- 2010年1月、『BUND／NEON 上海』（バウホール） - 申麗秋
- 2010年3 - 5月、『虞美人』 - 新人公演：桃娘（本役：望海風斗）
- 2010年7 - 10月、『麗しのサブリナ』 - ジュリー、新人公演：サブリナ・フェアチャイルド（本役：蘭乃はな）『EXCITER!!』 新人公演初ヒロイン[5][6][4][2]
- 2010年11 - 12月、『CODE HERO／コード・ヒーロー』（バウホール・日本青年館） - ヴァネッサ・ネイビル バウ・東上初ヒロイン[14][6][4][2]
- 2011年2 - 4月、『愛のプレリュード』 - 新人公演：パメラ・クレメール（本役：天咲千華）『Le Paradis!!（ル パラディ）』
- 2011年6 - 9月、『ファントム』 - 幼いエリック、新人公演：クリスティーヌ・ダーエ（本役：蘭乃はな） 新人公演ヒロイン[8][6][4]
- 2011年10 - 11月、『カナリア』（ドラマシティ・日本青年館） - アジャーニ 東上ヒロイン[9][6][2]
- 2012年1 - 3月、『復活-恋が終わり、愛が残った-』 - ミッシィ、新人公演：エカテリーナ・マースロワ（カチューシャ）（本役：蘭乃はな）『カノン』 新人公演ヒロイン[8]
- 2012年5月、『近松・恋の道行』（バウホール・日本青年館） - 柏屋さが 東上ヒロイン[10][2]

### 宙組トップ娘役時代
- 2012年8 - 11月、『銀河英雄伝説@TAKARAZUKA』 - ヒルデガルド・フォン・マリーンドルフ（ヒルダ） 大劇場トップお披露目公演[11][4][2]
- 2013年1月、『銀河英雄伝説@TAKARAZUKA』（博多座） - ヒルデガルド・フォン・マリーンドルフ（ヒルダ）
- 2013年3 - 6月、『モンテ・クリスト伯』 - メルセデス、新人公演：オービーヌ（本役：鈴奈沙也）『Amour de 99!!-99年の愛-』[6][2]
- 2013年7 - 8月、『うたかたの恋』 - マリー・ヴェッツェラ『Amour de 99!!-99年の愛-』（全国ツアー）[6][4][2]
- 2013年9 - 12月、『風と共に去りぬ』 - メラニー 初エトワール[6][4]
- 2014年2月、『ロバート・キャパ 魂の記録』 - ゲルダ・ポホライル『シトラスの風II』（中日劇場）
- 2014年4月、月組『TAKARAZUKA 花詩集100!!』（宝塚大劇場） Wエトワール[注釈 1]
- 2014年5 - 7月、『ベルサイユのばら-オスカル編-』 - ロザリー／バラの淑女 エトワール[4][2]
- 2014年8 - 9月、『ベルサイユのばら-フェルゼンとマリー・アントワネット編-』（全国ツアー） - マリー・アントワネット エトワール[2]
- 2014年11 - 2015年2月、『白夜の誓い -グスタフIII世、誇り高き王の戦い-』 - ソフィア・マグダレーナ・ア・ダンマルク『PHOENIX 宝塚!!-蘇る愛-』 Wエトワール[2]
- 2015年3 - 4月、『TOP HAT』（梅田芸術劇場・赤坂ACTシアター） - デイル・トレモント
- 2015年6 - 8月、『王家に捧ぐ歌』 - アイーダ[4]
- 2015年10 - 11月、『メランコリック・ジゴロ』 - フェリシア『シトラスの風III』（全国ツアー）[4]
- 2016年1 - 3月、『Shakespeare〜空に満つるは、尽きせぬ言の葉〜』 - アン・ハサウェイ『HOT EYES!!』
- 2016年5月、『王家に捧ぐ歌』（博多座） - アイーダ
- 2016年7 - 10月、『エリザベート-愛と死の輪舞（ロンド）-』 - エリザベート[4]
- 2016年11 - 12月、『双頭の鷲』（バウホール・KAAT神奈川芸術劇場） - 王妃[4]
- 2017年2 - 4月、『王妃の館-Château de la Reine-』 - 桜井玲子『VIVA! FESTA!』 退団公演[4]

### 出演イベント
- 2011年11月、第51回『宝塚舞踊会』
- 2011年12月、タカラヅカスペシャル2011『明日に架ける夢』
- 2012年12月、タカラヅカスペシャル2012『ザ・スターズ!〜プレ・プレ・センテニアル〜』
- 2014年4月、宝塚歌劇100周年 夢の祭典『時を奏でるスミレの花たち』
- 2014年12月、タカラヅカスペシャル2014『Thank you for 100 years』
- 2015年5月、『王家に捧ぐ歌』前夜祭
- 2015年9月、第53回『宝塚舞踊会』[15]
- 2015年12月、タカラヅカスペシャル2015『New Century，Next Dream』
- 2016年12月、タカラヅカスペシャル2016『Music Succession to Next』
- 2017年3月、実咲凜音ミュージック・サロン『Million Carat!!』 主演[16]

## 宝塚歌劇団退団後の主な活動

### 舞台
- 2017年12 - 2018年2月、『屋根の上のバイオリン弾き』（日生劇場・全国） - ツァイテル[17][4][1]
- 2018年8 - 9月、『ロジャース／ハート』（DDD AOYAMA CROSS THEATER・松下IMPホール・やまと芸術文化ホール） - ドロシー
- 2019年4 - 5月、『ライムライト』（シアタークリエ・久留米シティプラザ・日本特殊陶業市民会館） - テリー[1]
- 2019年9 - 10月、『FACTORY GIRLS 〜私が描く物語〜』（TBS赤坂ACTシアター・梅田芸術劇場） - アビゲイル
- 2019年12月、『スクルージ〜クリスマス・キャロル〜』（日生劇場） - イザベル／ヘレン
- 2021年4 - 5月、『エリザベート TAKARAZUKA25周年スペシャル・ガラ・コンサート』（梅田芸術劇場・東急シアターオーブ） - エリザベート[18]
- 2021年8 - 9月、『ジェイミー』（東京建物 Brillia HALL・新歌舞伎座・愛知県芸術劇場） - ミス・ヘッジ[注釈 2][19]
- 2022年2月、『ラ・マンチャの男』（日生劇場） - アントニア[20]
- 2022年9月、『モダン・ミリー』（シアタークリエ） - ミス・ドロシー・ブラウン[21]
- 2022年12月、『スクルージ 〜クリスマス・キャロル〜』（日生劇場）- イザベル／ヘレン[22]
- 2023年2月、『CLUB SEVEN 20th Anniversary』（シアタークリエ・全国）[23]
- 2023年4月、『ラ・マンチャの男』（よこすか芸術劇場） - アントニア[24]
- 2023年6月、『FACTORY GIRLS〜私が描く物語〜』（東京国際フォーラム・地方）[25]
- 2023年9月、『生きる』（新国立劇場他） - 渡辺一枝[26]
- 2023年12月、『ベートーヴェン』（日生劇場） - ヨハンナ・ベートーヴェン[27]
- 2024年3 - 7月、『千と千尋の神隠し』（帝国劇場・御園座・博多座・梅田芸術劇場・ロンドン） - リン／千尋の母[注釈 3][28]
- 2025年1 - 2月、『チキチキバンバン』（東京建物 Brillia HALL・森ノ宮ピロティホール） - トゥルーリー・スクランプシャス[29]
- 2025年3 - 4月、『シークレットライフ - Secret Life of Humans』（シアタートラム・梅田芸術劇場） - リタ・ブロノフスキー[30]

### ドラマ
- 2017年9月、TBS系『名奉行!遠山の金四郎』 - 朧月[31][1]
- 2018年4月、テレビ朝日系『特捜9』第1話 - 野村美穂[1]
- 2018年10月、日本テレビ系『部活、好きじゃなきゃダメですか?』第2話 - 早川奏子[1]
- 2019年5月、テレビ朝日系『死命〜刑事のタイムリミット〜』 - 堤綾子
- 2019年11月、フジテレビ系『シャーロック アントールドストーリーズ』第8話[1]
- 2021年2月、テレビ東京系『神様のカルテ』第2話 - 進藤（如月）千夏
- 2023年9月、NHK連続テレビ小説『らんまん』 - 葉月

### ラジオ
- 2022年4月[32] - 2024年3月[33]、FM大阪／TOKYO FM『oggi otto Music Shampoo』[注釈 4]

## 映画
- 2011年4月、東宝系『阪急電車 片道15分の奇跡』[注釈 5]

## 広告
- 2010年、『阪急阪神』初詣ポスターモデル[34][2]

## 受賞歴
- 2011年、『阪急すみれ会パンジー賞』 - 新人賞[35]
- 2012年、『宝塚歌劇団年度賞』 - 2011年度新人賞[36]
- 2014年、『阪急すみれ会パンジー賞』 - 娘役賞[37]
- 2015年、『宝塚歌劇団年度賞』 - 2014年度優秀賞[38]